# Riccia membranacea
Riccia membranacea là một loài rêu trong họ Ricciaceae. Loài này được Gottsche, Lindenb. & Nees mô tả khoa học đầu tiên năm 1846.